# Мамедханов, Сахир Полад оглы
Сахир Полад оглы Мамедханов (азерб. Sahir Polad oğlu Məmmədxanov; род. 5 ноября 1959, Губахалилли, Исмаиллинский район) — азербайджанский государственный деятель. Глава исполнительной власти Гусарского района.

## Биография
Родился 5 ноября 1959 года в с. Губахалилли Исмаиллинского района. В 1985 году окончил экономический факультет Калининского государственного университета по специальности «Бухгалтерский учёт и анализ хозяйственной деятельности».
С 1977 по 1978 год работал слесарем совхоза «40-летие Советского Азербайджана».
С 1985 по 1993 год являлся экономистом, начальником финансово-договорного отдела завода «Электроаппаратура», главным бухгалтером производственного объединения «Калининмашдеталь» г. Тверь.
С 1993 по 1999 год являлся ревизором, начальником отдела, с 1999 по 2001 год заместителем начальника, позднее начальником Главного управления по работе с крупными налогоплательщиками Главной налоговой инспекции Азербайджана.
С 2001 по 2009 год являлся начальником департамента службы по специальному налоговому режиму Министерства налогов Азербайджана.
С 4 марта 2009 по 29 марта 2016 года являлся заместителем, с 29 марта 2016 по май 2020 года первым заместителем министра налогов Азербайджана.
С мая 2020 по июль 2024 года являлся советником Министерства экономики Азербайджана.
Глава исполнительной власти Гусарского района (с 8 июля 2024).